# Dark Moor
Dark Moor  er spansk power metal-/symfonisk metal-band fra Madrid, stiftet i 1993 af guitarist/sangskriver Enrik Garcia.

## Medlemmer
| - Alfred Romero (2003-) - Vokal - Enrik Garcia (1993-) - Guitar - Mario Garcia - (2008-) - Bas - Roberto Cappa - (2006-) - Trommer | - Javier Rubio (1994-1999) - Guitar - Roberto Peña De Camus (1994-2002) - Keyboard - Elisa Martin (1999-2003) - Vokal - Albert Maroto (1999-2003) - Guitar - Jorge Sáez - (1999-2003) Trommer - Jose Garrido (2003-2004) - Guitar - Anan Kaddouri (1999-2004) - Bas - Andy C. (2003 to 2006) - Trommer/Keyboard - Dani Fernandez (2004-2008) - Bas |

## Diskografi
| - Tales Of The Dark Moor DEMO (1996) - Dreams of Madness DEMO (1998) - Flying DEMO (1999) - Shadowland (1999) - The Hall Of The Olden Dreams (2000) - The Fall Of Melnibone EP (2001) - The Gates Of Oblivion (2002) - Dark Moor (2003) - Between Light And Darkness EP (2003) - Beyond The Sea (2005) - Tarot (2007) - Autumnal (2009) - Ancestral Romance (2010) - Ars Musica (2013) | - The Fall of Melnibone (2001) - From Hell (2003) - Before The Duel (2005) - The Chariot (2007) - Wheel Of Fortune (2007) - On The Hill Of Dreams (2009) - Love From The Stone (2010)' - The Road Again (2013) |